# Дарія Савілл
Дар'я Савілл (англ. Daria Saville) — австралійська тенісистка російського походження. Представляла Росію до 2015 року, в якому змінила громадянство на австралійське.
Свій перший турнір WTA Гаврилова виграла на у серпні 2017 року Connecticut Open. Ця перемога дозволила їй увійти в чільну 20-ку рейтингу WTA. В активі Гаврилової також одна перемога в турнірі WTA в парному розряді — вона виграла Istanbul Cup разом із українкою Еліною Світоліною. Іншим її успіхом була перемога в Кубку Гопмана 2016 року разом із Ніком Кирйосом, де у фіналі австралійська команда перемогла українську в складі Світоліна — Долгополов.
Гаврилова мала успішну юніорську кар'єру, зокрема виграла тенісний турнір на Юнацьких Олімпійських іграх 2010 року, а також турнір дівчат на Відкритому чемпіонаті США 2010.

## Загальна інформація
Дарина — старша з двох дітей Олексія і Наталії Гаврилових; її брата звуть Степан.
Москвичка, в тенісі з шести років. Улюблене покриття — хард, кращий удар — форхенд.

## Особисте життя
Стосунки Дар'ї з австралійським тенісистом Люком Савіллом вплинули на її рішення стати громадянкою Австралії. Вони заручилися 6 грудня 2018 року та одружилися 4 грудня 2021 року, і вона взяла його прізвище.

## Фінали турнірів WTA

### Одиночний розряд: 5 (1 перемога)
| Результаат | В–П | Дата         | Турнір                                | Категорія   | Поверхня         | Супротивниця           | Рахунок            |
| ---------- | --- | ------------ | ------------------------------------- | ----------- | ---------------- | ---------------------- | ------------------ |
| Поразка    | 0–1 | Жовтень 2016 | Кубок Кремля, Росія                   | Прем'єрний  | Хард (під дахом) | Світлана Кузнецова     | 2–6, 1–6           |
| Поразка    | 0–2 | травень 2017 | Internationaux de Strasbourg, Франція | Міжнародний | Ґрунт            | Саманта Стосур         | 7–5, 4–6, 3–6      |
| Перемога   | 1–2 | серпень 2017 | Connecticut Open, США                 | Прем'єрний  | Хард             | Домініка Цібулкова     | 4–6, 6–3, 6–4      |
| Поразка    | 1–3 | Жов 2017     | Hong Kong Tennis Open, Гонконг        | Міжнародний | Хард             | Анастасія Павлюченкова | 7–5, 3–6, 6–7(3–7) |
| Поразка    | 1–4 | Сер 2022     | Championnats de Granby, Канада        | WTA 250     | Тверде           | Дарія Касаткіна        | 4–6, 4–6           |

### Парний розряд: 5 (3 титули)
| Результат | В–П | Дата         | Турнір                                    | Катерогія   | Поверхня         | Партнерка       | Супротивниці                             | Рахунок          |
| --------- | --- | ------------ | ----------------------------------------- | ----------- | ---------------- | --------------- | ---------------------------------------- | ---------------- |
| Перемога  | 1–0 | Липень 2015  | İstanbul Cup, Туреччина                   | Міжнародний | Хард             | Еліна Світоліна | Чагла Бююкакчай Єлена Янкович            | 5–7, 6–1, [10–4] |
| Поразка   | 1–1 | жовтень 2016 | Кубок Кремля, Росія                       | Прем'єрний  | Хард (під дахом) | Дарія Касаткіна | Андреа Главачкова Луціє Градецька        | 6–4, 0–6, [7–10] |
| Поразка   | 1–2 | Вер 2017     | Pan Pacific Open, Токіо                   | Прем'єрний  | Хард             | Дарія Касаткіна | Андрея Клепач Марія Хосе Мартінес Санчес | 3–6, 2–6         |
| Перемога  | 2–2 | Тра 2019     | Internationaux de Strasbourg, Франція     | Міжнародний | Ґрунт            | Еллен Перес     | Дуань Інін Хань Сіньюн                   | 6–4, 6–3         |
| Перемога  | 3–2 | Тра 2022     | Internationaux de Strasbourg, Франція (2) | WTA 250     | Ґрунт            | Ніколь Меліхар  | Луціє Градецька Саня Мірза               | 5–7, 7–5, [10–6] |

### Командні фінали: 1 (1 титул)
| Результат | Дата        | Турнір                   | Поверхня         | Партнер    | Супротивники                         | Рахунок |
| --------- | ----------- | ------------------------ | ---------------- | ---------- | ------------------------------------ | ------- |
| Перемога  | Січень 2016 | Кубок Гопмана, Австралія | Хард (під дахом) | Нік Киріос | Еліна Світоліна Олександр Долгополов | 2–0     |

## Юніорські фінали Великого шолома

### Одиночний розряд (1 титул, 1 програш)
| Результат | Рік  | Турнір      | Поверхня | Супротивниця        | Рахунок  |
| --------- | ---- | ----------- | -------- | ------------------- | -------- |
| Поразка   | 2009 | French Open | Ґрунт    | Крістіна Младенович | 3–6, 2–6 |
| Перемога  | 2010 | US Open     | Хард     | Юлія Путінцева      | 6–3, 6–2 |

### Парний розряд (1 титул)
| Результат | Рік  | Турнір      | Поверхня | Партнерка       | Супротивниці                          | Рахунок         |
| --------- | ---- | ----------- | -------- | --------------- | ------------------------------------- | --------------- |
| Перемога  | 2012 | French Open | Ґрунт    | Ірина Хромачова | Монсеррат Гонсалес Беатріс Аддад Майя | 4–6, 6–4 [10–8] |